# 隈之城駅
隈之城駅（くまのじょうえき）は、鹿児島県薩摩川内市隈之城町字先崎にある、九州旅客鉄道（JR九州）鹿児島本線の駅である。

## 概要
1時間当たり1 - 3本停車する。鹿児島方向の列車は殆どが鹿児島中央行であるが、鹿児島行や日豊本線に乗入れて国分・都城・宮崎行も数本ある。
出水・熊本方面列車は1日31本あるうち26本が川内行で、肥薩おれんじ鉄道線から当駅折返しの直通列車が1日5本ある。この列車は近くに高校がある関係で、通学時間帯である朝夕に乗入れている。かつて肥薩おれんじ鉄道線から乗入れていた快速「オーシャンライナーさつま」は通過していた一方、同じくかつて運行されていた特急「川内エクスプレス」は当駅に停車していた。

## 歴史

### 年表
- 1914年（大正3年）6月1日：鉄道院の駅として開設[1]。
- 1927年（昭和2年）10月27日：海岸線全通により鹿児島本線に制定命名。
- 1970年（昭和45年）9月1日：業務委託駅化[2]。
- 1986年（昭和61年）3月3日：無人駅化[3]。
- 1987年（昭和62年）4月1日：国鉄分割民営化により九州旅客鉄道が承継[1]。
- 1993年（平成5年）4月1日：有人駅化[4]。
- 2004年（平成16年）4月1日：合理化に伴い再度無人駅化。
- 2012年（平成24年）12月1日：ICカードSUGOCAの利用開始[5]。

### 駅名の由来
開業当時の地名（薩摩郡隈之城村）が由来。
「隈之城」は鎌倉時代から江戸時代の頃までこの地にあった二福城の別名であり、中世の時代は薩摩忠友や島津実久等が居城した薩摩国の中心的な城だったという。

## 駅構造

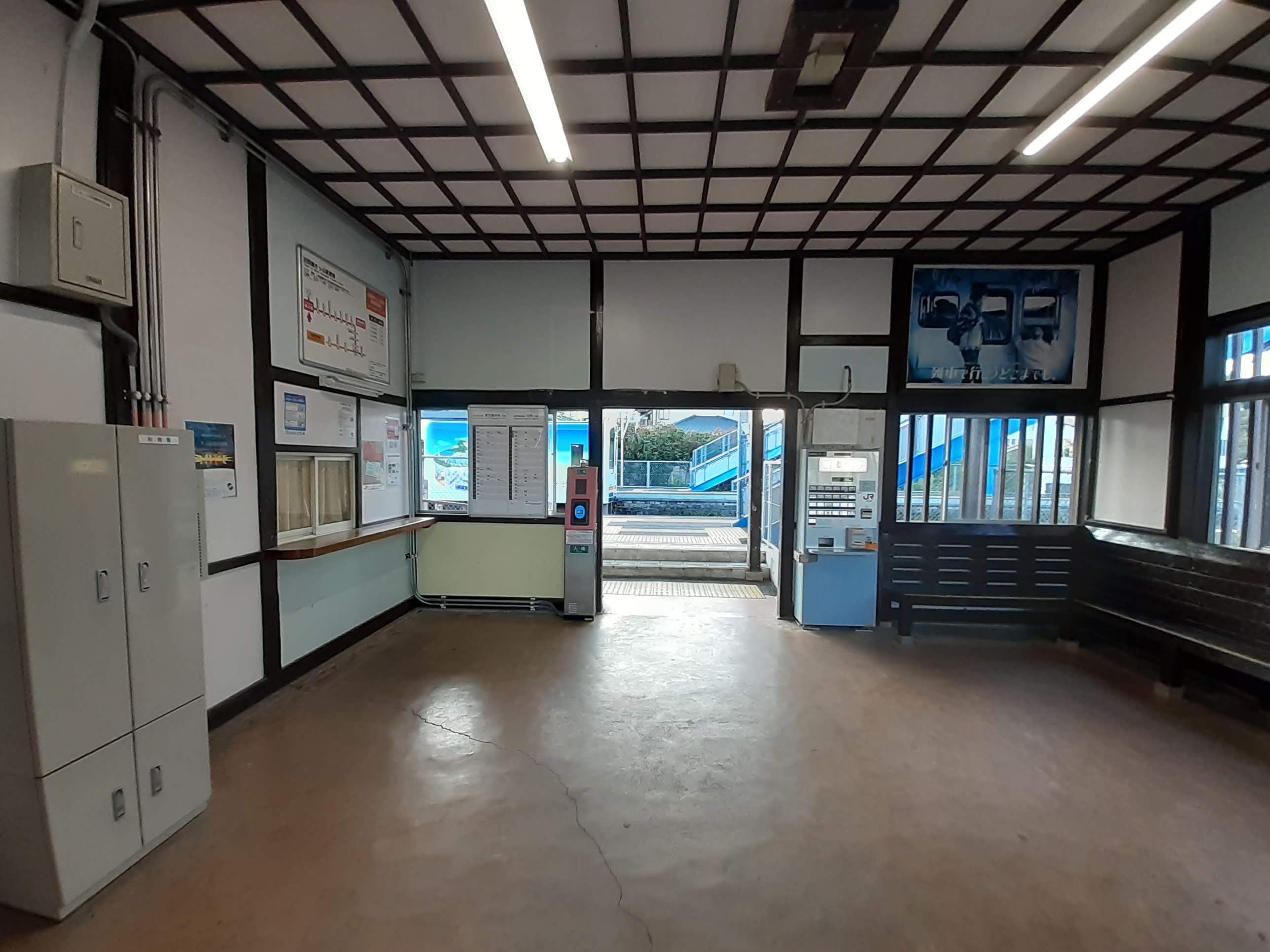
駅舎内（2020年10月）

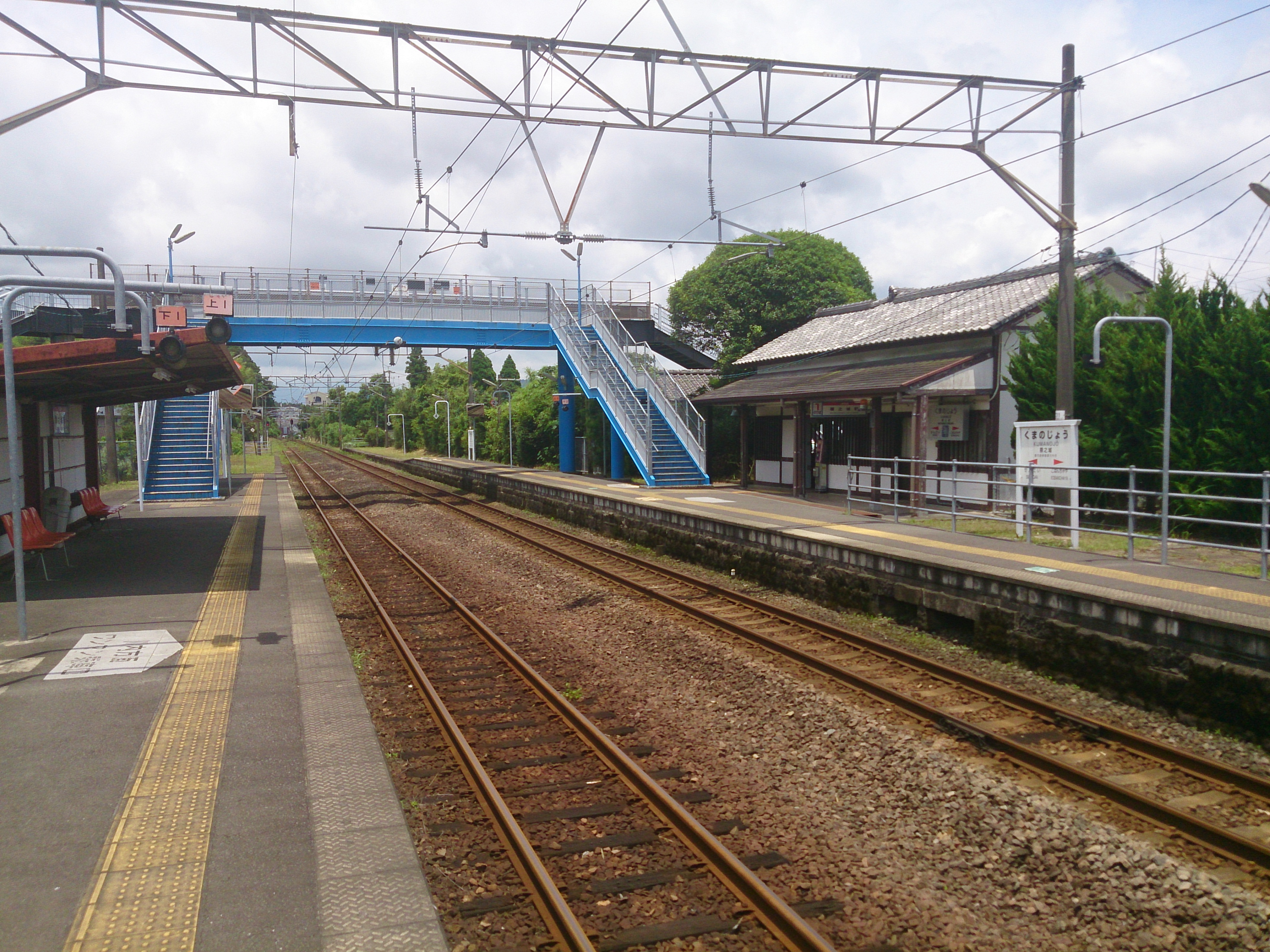
ホーム（2013年6月）

相対式ホーム2面2線を有する地上駅。城を模した小型駅舎で跨線橋が存在する。
近隣が住宅地である他、れいめい高等学校や川内純心女子高等学校があり通勤者や通学生で大変混雑する駅だったため、2004年3月31日まで九州交通企画が駅業務を行う業務委託駅であったが、川内純心女子高等学校閉校、利用者減少と合理化に伴い現在は無人駅である。但し、一部時間帯のみ鹿児島鉄道事業部鹿児島乗務センターの車掌が改札を担当する（当駅より鹿児島中央方面列車に乗込んで検札を行う場合もある）。外部に古い公衆トイレがあったが、2016年3月に建て替えられた。
IC乗車カード「SUGOCA」の利用が可能（相互利用可能ICカードはSUGOCAの項を参照）で、簡易SUGOCA改札機が設置されている。チャージ取扱は行っていない。
降車客のICカード以外の普通乗車券は駅の集札箱に投入、又は車掌が回収する。
簡易自動券売機（ICカード非対応）が設置されている。

### のりば
乗り場は上下列車共主に駅舎側の1番のりばに発着し、列車交換を行う上り列車（川内方面行）のみ2番のりばを使用する。
これはかつて当駅を特急つばめなどが通過していた頃に当駅を含む区間が高速化された名残で、1番のりばは上下列車の高速通過が可能な1線スルー方式となっている。このため、両乗り場共上下列車いずれも入線が可能な配線となっている。
なお、肥薩おれんじ鉄道線直通の出水方面列車は2番乗り場から発車する。
| 番線 | 路線                                  | 方向 | 行先           |
| ---- | ------------------------------------- | ---- | -------------- |
| 1    | ■鹿児島本線                           | 下り | 鹿児島中央方面 |
| 1    | ■鹿児島本線                           | 上り | 川内方面       |
| 2    | ■鹿児島本線                           | 上り | 川内方面       |
| 2    | （■肥薩おれんじ鉄道線直通列車を含む） | 上り | 出水・八代方面 |

## 利用状況
2023年度の1日平均乗車人員は392人である。
| 年度 | 1日平均 乗車人員 | 1日平均 乗降人員 |
| ---- | ---------------- | ---------------- |
| 2004 | 469              |                  |
| 2005 | 427              |                  |
| 2006 | 430              |                  |
| 2007 | 384              | 774              |
| 2008 | 352              | 712              |
| 2009 | 336              | 676              |
| 2010 | 355              | 677              |
| 2011 | 330              | 667              |
| 2012 | 325              | 662              |
| 2013 | 354              | 721              |
| 2014 | 360              | 731              |
| 2015 | 358              | 729              |
| 2016 | 366              |                  |
| 2017 | 380              |                  |
| 2018 | 392              |                  |
| 2019 | 374              |                  |
| 2020 | 349              |                  |
| 2021 | 341              |                  |
| 2022 | 360              |                  |
| 2023 | 392              |                  |

## 駅周辺
- れいめい中学校・高等学校
- 隈之城郵便局
- ホームセンタータカミ川内店
- ヤマダデンキテックランド薩摩川内店
- ケーズデンキ薩摩川内店
- プラッセだいわ川内店
- 久留米運送薩摩川内店

## 隣の駅
九州旅客鉄道（JR九州）
■鹿児島本線
川内駅 - 隈之城駅 - 木場茶屋駅